# Katya Ojeda
Katya Verónica Ojeda Torres (Ciudad de México, 14 de abril de 1999) es una futbolista mexicana. Juega en la posición de defensa central y su equipo es el Club Universidad Nacional Femenil de la Liga MX Femenil. 

## Trayectoria

### Inicios
Katya inició jugando fútbol en diversas categorías del equipo mixto Pumitas CU Fútbol. Después ingresó al Colegio de Ciencias y Humanidades de la Universidad Nacional Autónoma de México, con lo cual pudo ingresar a la Selección Representativa de la misma universidad, en las categorías Sub-17 y Media Superior. Participó en dicho representativo desde el año 2013 hasta 2017. 
Con el representativo de la UNAM participó en los siguientes torneos:
Las Vegas 2017 
Disney Cup, Orlando 2015.
Dallas Cup, Dallas 2017
Olimpiadas Regionales.

### Club
Tras la formación de la Primera División Femenil de México, ha formado parte de la plantilla del Club Universidad Nacional Femenil, desempeñándose como defensa central y portando el dorsal número 4. Su debut con el club fue el sábado 9 de septiembre de 2017 en contra de Monarcas Morelia.
Ha participado en los torneos Torneo Apertura 2017 (Liga MX Femenil), Torneo Clausura 2018 (Liga MX Femenil) y Copa de la Liga MX Femenil 2017.

## Estadísticas
Actualizado al último partido jugado el 18 de enero de 2019.
| Club América Femenil México                                                                                            |               |               |    |   |   |   |   |    |      |      |      |
| 1.ª |               |               |    |   |   |   |   |    |      |      |      |
| A-2017 | 5             | 0             | 3  | 0 | 0 | 0 | 8 | 0  | 0.00 |      |      |
| C-2018 | 2             | 0             | 0  | 0 | 0 | 0 | 2 | 0  | 0.00 |      |      |
| A-2018 | 4             | 0             | 0  | 0 | 0 | 0 | 4 | 0  | 0.00 |      |      |
| C-2019 | 0             | 0             | 0  | 0 | 0 | 0 | 0 | 0  | 0.00 |      |      |
| Total club | Total club    | 11            | 0  | 3 | 0 | 0 | 0 | 14 | 0    | 0.00 |      |
| Total carrera | Total carrera | Total carrera | 11 | 0 | 3 | 0 | 0 | 0  | 14   | 0    | 0.00 |
| (2) Incluye datos de Primera División Femenil de México (2017-Act.). (2) Incluye datos de Copa MX Femenil (2017-Act.). |               |               |    |   |   |   |   |    |      |      |      |